# Комар Любов Степанівна
Любов Степанівна Комар (Комар-Прокоп) (*1 листопада 1919, Жирівка біля Львова — 3 лютого 2007, Нью-Йорк) — українська підпільниця, радистка УПА.

## Життєпис
Донька священика Степана Комара та  Євдокія Палажій. Вчилася у Львівському університеті на факультеті германістики, членка ОУН. Арештована 11 вересня 1940 року органами НКВД-НКГБ.
На слідстві так і не зізналася у членстві в ОУН. За вироком суду 42 особи, з них 11 жінок — Ганна Боднар, Наталія Винників, Олена Волошин, Марта Грицай, Ірина Зубач, Володимира Ковалюк, Дарія Коверко, Люба Комар, Людвига Малащук, Ірина Пик, Олена Столяр, було засуджено до смертної кари, ще 17 осіб — до 10 років ув'язнення та 5 років заслання.
В ході «Процесу 59-и» 18 січня 1941 року засуджена до смертної кари, пізніше замінено на 10 років тюрми та 5 років заслання — завдяки клопотанням українських діячів, зокрема академіка Кирила Студинського, половині з засуджених на смерть вирок було замінено 10 роками ув'язнення; ще одну дівчину звільнено як громадянку США — Ірину Пик.
З початком нацистсько-радянської війни 22 червня з групою в'язнів вивезена зі Львова до Бердичева, звідки з наближенням фронту врятувалася.
Після повернення була зв'язковою та радисткою УПА.
З наближенням радянського фронту зарахована до групи, котра отримала завдання Проводу відійти на Захід, в складі групи перебували о. Іван Гриньох, Дарія Ребет, Зиновій Марцюк, Іван Бутковський, Мирослав Прокоп, Марія Гарабач, Марта Грицай, Наталія Марунчак, Ольга Лебедь, Наталія Тюшка, Ніна Платків, подружжя Турулів, влітку 1944 року покинули українську землю. На Заході вони утворили Закордонне Представництво (ЗП) УГВР, яке очолив Мирослав Прокоп.
Жила в Нью-Йорку, одружена з Мирославом Прокопом.
Написала спогади — «Процес 59-ти», видано 1970 року у США, перевидано 1997 року у Львові, Наукове товариство ім. Шевченка.